# Friedrich Schröder (Kaufmann)
Friedrich Schröder (* 29. März 1775 in Bremen; † 3. Oktober 1835 ebenda) war ein deutscher Kaufmann und Reeder, der das erste von einem deutschen Schiffbauer konstruierte Dampfschiff Die Weser erbauen ließ.

## Biografie
Schröder wuchs in Bremen auf. Er war Kaufmann und später Bevollmächtigter im Bereich einer Assekuranz-Kompanie und Heringsfischerei. Er entwickelte Anfang des 19. Jahrhunderts die Idee, die schlechten Fahrwasserverhältnisse der unteren Weser durch den Einsatz von Dampfschiffen zu überwinden. 1816 beantragte er beim Bremer Senat die Konzession für eine derartige Unternehmung auf 25 Jahre. Er erhielt das Privileg zum Betrieb von Dampfschiffen auf der Weser am 18. Juni 1816, allerdings mit einer Laufzeit von nur 15 Jahren. Als er auch von den Regierungen des Großherzogtums Oldenburg und des Königreichs Hannover die gleichen Rechte erhielt, konnte er mit der Beschaffung eines Schiffs beginnen.
Nachdem Pläne, ein Dampfschiff in England oder Schottland zu erwerben, fehlgeschlagen waren, beauftragte er die Werft von Johann Lange mit einem Neubau. Der Mechaniker Ludwig Georg Treviranus (Bremen), der Kapitän Zacharius Spilker und Johann Lange absolvierten auf Schröders Veranlassung eine Studienreise nach England, um Kenntnisse im Dampfschiffbau zu sammeln. Nach Rückkehr dieser Fachleute wurde mit dem Bau begonnen. Am 30. Dezember 1816 erfolgte der Stapellauf, und kurze Zeit später begann der Liniendienst auf der Weser.
Auch das Dampfschiff konnte den widrigen Flussverhältnissen nicht viel entgegensetzen, und so blieb Schröders Unternehmung überwiegend unwirtschaftlich. Ein zweites Dampfboot lief am 19. September vom Stapel. Die Herzog von Cambridge war von 1818/1819 bis 1830 in Betrieb. 1833 wurde der Verkehr eingestellt. Bis dahin wurden insgesamt 83.291 Passagiere befördert.
Neben seinen unternehmerischen Tätigkeiten war Schröder Mitglied in der Gesellschaft Museum.
Friedrich Schröder war mit Regina Margareta geb. Droop (1783–1839) verheiratet, der Tochter des Bremer Kaufmanns Heinrich Droop.

### Ehrungen
Die Friedrich-Schröder-Straße (53° 11′ 16,1″ N, 8° 36′ 57,4″ O) im Bremer Ortsteil Vegesack wurde nach ihm benannt. Dort befand sich der Bau- und Liegeplatz seines Dampfschiffs.